# 鳥谷野
鳥谷野（とやの）は、福島県福島市の大字である。郵便番号は960-8152。

## 地理
福島市街地の南部に位置し、市内杉妻地区に属する。北東で渡利と、東で小倉寺と、南で黒岩と、濁川を挟み東で南より太平寺、郷野目、南町と、それぞれ隣接する。町村制施行以前の鳥谷野村の流れを汲む地域である。域内には南北に縦断する国道4号福島南バイパスと西へ向かう国道115号福島西バイパスが交わる鳥谷野交差点があり、県内最多の交通量を誇る。国道沿いに多数のロードサイド店が立地し、その裏手に住宅地が広がる。上町に所在する 福島警察署及び郷野目に所在する福島南消防署杉妻出張所がそれぞれ管轄にあたる。

### 河川
- 阿武隈川
  - 濁川

### 主な字
- 岩田
- 植木
- 梅ノ木内
- 扇田
- 芝切
- 下宿
- 杉ノ内
- 舘
- 天神
- 道光内
- 中ノ内
- 南光原
- 日野
- 二ツ石
- 水汲田
- 宮畑

## 歴史
- 1889年（明治22年）4月1日 - 町村制の施行により信夫郡杉妻村が発足。旧鳥谷野村域は杉妻村の大字となる。
- 1947年（昭和22年）2月11日 - 杉妻村が福島市に編入され、福島市鳥谷野となる。

## 世帯数と人口
2022年（令和4年）2月28日現在の世帯数と人口は以下の通りである。
| 大字   | 世帯数  | 人口   |
| ------ | ------- | ------ |
| 鳥谷野 | 947世帯 | 1979人 |

## 小・中学校の学区
市立小・中学校に通う場合、学区は以下の通りとなる。
| 番地 | 小学校             | 中学校                 |
| ---- | ------------------ | ---------------------- |
| 全域 | 福島市立杉妻小学校 | 福島市立福島第一中学校 |

## 交通

### 鉄道
- 域内に鉄道施設は無い。最寄り駅はJR東北本線福島駅、または南福島駅である。

### 道路
- 国道4号福島南バイパス
  - 弁天橋（阿武隈川）
- 国道115号福島西バイパス
  - 濁川橋（濁川）
- 福島市道145号南町稲場線
  - 鳥谷野橋（濁川）

### バス
福島交通路線バス
- （福島駅方面） - 弁天橋 - 鳥谷野入口 - 鳥谷野扇田 - （蓬莱団地・医大方面）
  - 南バイパス経由蓬莱団地
  - 蓬莱スクール循環
  - 蓬莱小経由医大
  - 長沼経由庭坂
  - 蓬莱小経由荒古屋・医大
  - 蓬莱小経由大笹生・医大
  - 蓬莱小経由月の輪・医大
  - バイパス経由南向台
  - 南向台循環黒岩先回り
  - 南向台循環渡利先回り

## 施設
- ルネサンス福島
- 東京インテリア家具 福島店
- ニトリ 福島店
- カワチ薬品 福島南店
- ハシドラッグ 鳥谷野店
- スズキ自販福島 スズキアリーナ福島南
- ホンダドリーム福島鳥谷野
- ステーキ宮 福島店
- デニーズ 南福島店
- びっくりドンキー 南福島店